# Serge Dangain
Pour les articles homonymes, voir Dangain.
Serge Dangain (né le 23 août 1947 à Hersin-Coupigny) est un clarinettiste classique français et un pédagogue auteur de nombreux ouvrages.

## Biographie
Serge Dangain obtient ses Prix (supérieur et excellence) du conservatoire national de région de Valenciennes en 1961 à la clarinette, en formation musicale et en musique de chambre.
À quatorze ans, il donne son premier concert avec orchestre en jouant le Concerto no 2 de Carl Maria von Weber avec l'Orchestre de l'ORTF de Lille et rentre la même année au Conservatoire supérieur de musique de Paris.
Il continue son parcours d'études avec en 1962 un niveau d'honneur au Prix Bellan ; en 1964 le premier Prix National des « tournois du Royaume de la Musique ».
En 1965, il obtient au CNSM de Paris un premier prix à l'unanimité en clarinette et également en musique de chambre.
De 1966 à 1967, il est clarinette solo à l'orchestre de Tours. 
En 1967, il devient professeur au conservatoire de Poitiers. 
De 1968 à 1980, il occupe le poste de clarinette solo à l'Orchestre de Radio-Télé Luxembourg.
Parallèlement, il est membre de l'ensemble Bell'Arte avec les solistes des orchestres de Stuttgart et de Berlin, et également du Duo Saros avec Bernard Lerouge.
Il est concertiste et donne des récitals avec Bernadette Meley Ponty dans toute l'Europe à partir de 1975.
Il dispense des master classes en Europe, dans les pays de l’Est, au Canada, au Japon…
En 1979, il est professeur au conservatoire national de région de Saint-Maur des Fossés, de Metz et d'Angers. Il quitte son poste de soliste d'orchestre au Luxembourg pour se consacrer à sa carrière de concertiste et d'enseignant.
De 1980 à 1995, il est directeur du Centre national de recherches et de formation pédagogique « Carrefour Pédagogique ».
Il effectue des recherches et édite des ouvrages pédagogiques notamment sur la clarinette et la musique contemporaine, aux Éditions Alphonse Leduc et aux Éditions Fun Clarinette. 
De 1977 à 1997, il est directeur artistique de l'académie Claude Debussy, formant 360 solistes et 2 000 élèves.
Il a effectué de nombreuses créations de compositeurs du XXe siècle.

## Ouvrages

### Méthodes
- Hebdo clarinette en 3 volumes, collection Aurore (éditions Alphonse Leduc, 1986)
- Gammes et exercices, (éditions Alphonse Leduc)
- Les gammes tendres, (Fun Clarinette)
- Les diatoniques toniques et sympathiques, (Fun Clarinette)
- Les tierces qui balancent, (Fun Clarinette)

### Ouvrages pédagogiques
- La pédagogie de groupe en deux volumes
- La rentrée des débutants avec commentaires et objectifs

### Études
- À la découvertes des tonalités (Fun Clarinette)
- Escale 1 et 2 (Fun Clarinette)
- À la découverte des douzièmes (Fun Clarinette)
- Le registre des artistes, (Fun Clarinette)
- Huit divertissements pour cycle 1, (Fun Clarinette)
- Les astuces du premier Cycle, (Fun Clarinette)
- Le registre des artistes, (Fun Clarinette)
- Douze divertissements pour clarinette seule : initiation à la musique du XXe siècle. Cycle 1 / 2 (Éditions Leduc, 1985)
- Clarinette en vacances (Éditions Leduc)

## Compositions

### Duos
- Ali baba (FUN Clarinette)
- Joyeux et compagnie (FUN Clarinette)

### Clarinette et piano
- Mambo junior – Alexandra (FUN Clarinette)
- Petit matelot Cycle 1 (FUN Clarinette)
- Jimmy boy pour fin de Cycle 2 (FUN Clarinette)
- Caprice et récital (éditions Alphonse Leduc)
- Câline et colombe (éditions Alphonse Leduc)
- Ballade et souvenir,  deux pièces pour clarinette en si♭ avec accompagnement de piano(éditions Alphonse Leduc, 1987)
- Ronde et Vague, deux pièces pour clarinette en ut ou en si♭ avec accompagnement de piano (éditions Alphonse Leduc, 1987)
- Marie - Jérôme – Vincent : trois pièces pour clarinette en ut ou en si ♭ avec accompagnement de piano (éditions Alphonse Leduc, 1984)
- Chinoise et Chansonnette (éditions Alphonse Leduc)

### Ensembles de clarinettes
- Colchique dans les prés, 7 clarinettes (FUN Clarinette)
- Clarinette Mambo - Fin du Cycle 1 (FUN Clarinette)
- Espoirs perdus, Valse (arrangement) - Cycles 2 et 3 (FUN Clarinette)

### Musique contemporaine
- Songe, piéce brève pour clarinette seule (éditions Alphonse Leduc, 1985)
- Sirius, piéce brève pour clarinette seule (éditions Alphonse Leduc, 1985)
- Ephéméride, (éditions Alphonse Leduc, 1989)
- Dialogues avec soi, (FUN Clarinette)
- Miroir (FUN Clarinette)

### Répertoire d’orchestre
- À la découverte du répertoire, Volume A (FUN Clarinette)

## Discographie
- Claude Debussy : Rapsodie, avec l'Orchestre de RTL, (Candide, 1973).
- Max Reger : Quintette pour clarinette, avec l'ensemble Bell'Arte de Stuttgart (Vox Productions, 1973)
- Poulenc, Milhaud... : Récital, (Sound)
- Weber : Concertos nos 1 et 2 pour clarinette (versions 1974 & 1976) (Eurodisque)
- Weber : Concertos nos 1 et 2 pour clarinette opus 73 et 74, Orchestre symphonique de Radio-Télé Luxembourg, Louis de Froment (dir.), (Forlane, 1980)
- Widor, Messager, Weber, Gerschwin, Debusdy : Clarinette pour jours de fête, Duo clarinette et piano avec Bernard Lerouge, (Forlane, 1982)
- Patrick André : Cinq rapsodies pour clarinette et orchestre, avec orchestre de chambre dirigé par Jean-François Gonzales, (Forlane, 1983)
- Clarinet Quartet Antea[2] (Selmer – Paris, 1995)
- Gerschwin, Hermann, Templeton, Piazzola, H.James, Itu Ralde  : Clarinet on the Town, (Dante, 2003)